# 굴화초등학교
굴화초등학교는 대한민국 울산광역시 울주군에 있는 초등학교다.

## 학교 연혁
- 2000년 3월 1일 학교 설립인가
- 2000년 3월 1일 개교(27학급, 1037명)
- 2000년 4월 6일 개교기념식(개교기념일)
- 2006년 3월 1일 울산광역시교육청지정 창의시범학교운영(2년)
- 2009년 4월 2일 울산광역시교육청지정 학교급식교육 시범학교운영(11개월)
- 2011년 3월 1일 울산광역시교육청지정 해양교육 연구학교 지정(2년)
- 2013년 9월 1일 제7대 황덕주 교장 취임
- 2014년 2월 21일 제14회 졸업(졸업생 141명, 누계 2,589명)
- 2014년 3월 1일 32학급 편성(특수 1학급 포함)